# Pierre Dupont (Schriftsteller)

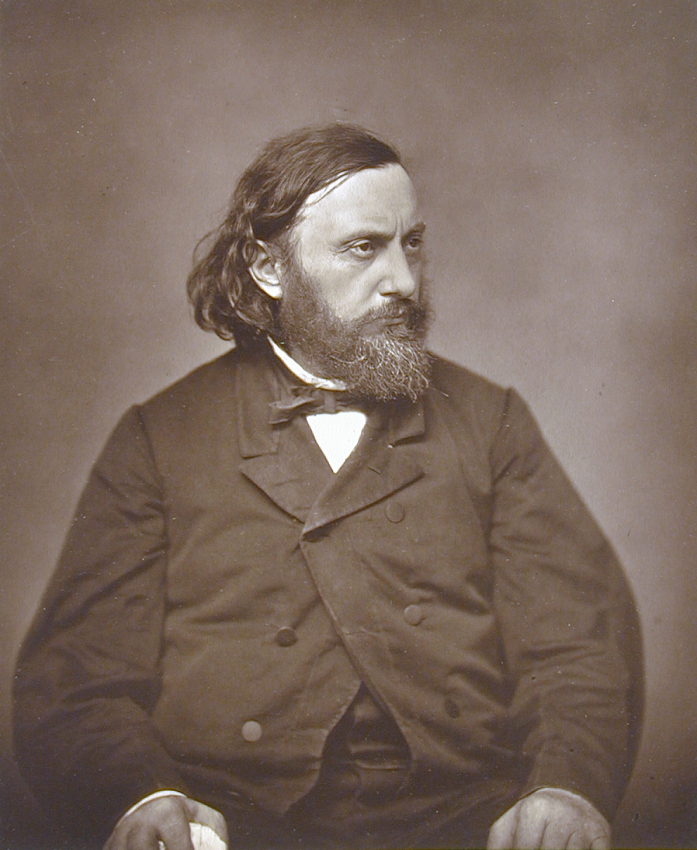
Pierre Dupont

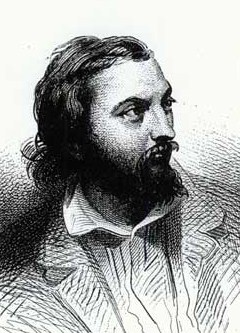
Pierre Dupont in jungen Jahren

Pierre Dupont (geb. 23. April 1821; gest. 25. Juli 1870 in Lyon) war ein französischer Chansonnier, Dichter und Goguettier. Dupont war ein bekannter Autor und Interpret von Arbeiterliedern. Zu seinen bekanntesten zählen die Lieder Le Chant des ouvriers (Das Lied der Arbeiter) und Le Chant des paysans (Das Lied der Bauern).
Er zählte Baudelaire zum Kreis seiner Freunde und wurde 1851 nach dem Putsch Napoleons III. verbannt.
Seine Chants et poésies. Muse populaire erschienen in mehreren Auflagen.